# تپه بریس
تپه بریس مربوط به هزاره ۱- دوران‌های تاریخی پس از اسلام است و در شهرستان نمین، بخش ویلکیج، روستای بریس واقع شده و این اثر در تاریخ ۱۷ اسفند ۱۳۸۱ با شمارهٔ ثبت ۷۸۱۹ به‌عنوان یکی از آثار ملی ایران به ثبت رسیده است.